# 4456 Mawson
4456 Mawson је астероид главног астероидног појаса чија средња удаљеност од Сунца износи 2,375 астрономских јединица (АЈ).
Апсолутна магнитуда астероида је 13,4.